# Н2П

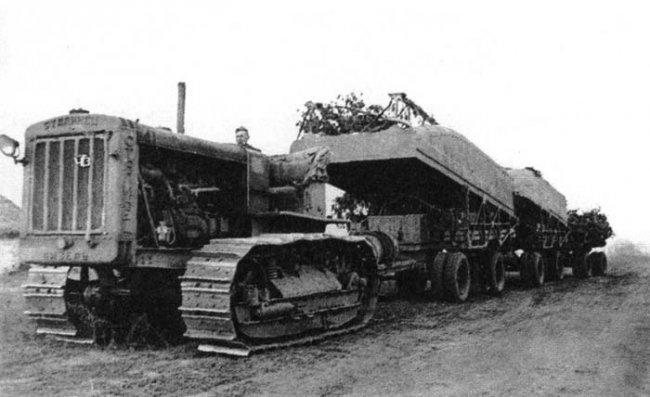
Транспортировка понтонного парка Н2П, во время Великой Отечественной войны.

Н2П (Н2П-32) — тяжёлый понтонный парк (ТПП), стоявший на вооружении инженерных войск (ИВ) Красной Армии, до, во время и после Великой Отечественной войны.
Тяжёлый понтонный парк Н2П предназначался для наведения переправ: мостов на плавучих опорах грузоподъёмностью от 16 до 60 (75) тонн или организации паромных переправ грузоподъёмностью от 16 до 60 тонн. Кроме того, понтонный парк Н2П позволял возводить мосты на жёстких опорах длиной 45 метров под нагрузку 16 тонн или длиной 26 метров под нагрузку 24 тонны.

## История
Тяжёлый понтонный парк Н2П был разработан в Военно-инженерной академии имени В. В. Куйбышева совместно с 15 ЦНИИИ (Военно-инженерный полигон) группой военных инженеров под руководством профессора И. Г. Попова. Кроме И. Г. Попова в группу входили С. В. Завацкий, Б. Н. Корчемкин, Н. А. Тренке, А. И. Угличиничев. В 1932 году парк принят на вооружение ИВ Красной Армии, заменив существовавший ещё в старой Русской армии понтонный парк Томиловского. К началу Второй мировой войны парк Н2П являлся единственным из понтонно-мостовых парков всех воевавших вооружённых сил пригодным для наведения мостов грузоподъёмностью 60 тонн.
Инженерные войска ВС Союза ССР, на 1 января 1941 года, имели на вооружении до 265 переправочных парков всех типов (Н2П, НЛП, МДПА-3), в том числе 45 тяжёлых парков типа Н2П. В конце 1941 года конструкция отдельных элементов парка была усовершенствована и модернизированный парк получил наименование Н2П-41.
Парк выпускался на Мордовщиковском судомостовом заводе (ныне Навашинский судостроительный завод). C начала 1941 года до середины 1945 года советской промышленностью было произведено и поставлено в войска 97 комплектов парка Н2П. На базе понтонного парка Н2П, в процессе его модернизации, были созданы улучшенные понтонные парки Н2П-41 и Н2П-45. В 1950 году, для замены всех ранее применявшихся конструкций этого типа, в том числе и Н2П, Н2П-41, Н2П-45, как основной понтонный парк для вооружённых сил был принят на вооружение ИВ ВС Союза ССР Тяжёлый понтонный парк (ТПП), на автомобильной базе ЗиС-151.

## Состав
Парк включал 33 носовых и 15 средних полупонтонов, 12 кран-балок, большое количество различного вспомогательного имущества, а также два буксирно-моторных катера, 27 навесных моторов (в другом источнике указано что в комплект парка входило 16 носовых полупонтонов, 32 средних полупонтона, комплект пролётного строения, 16 въездных аппарелей, козловые опоры, 16 забортных агрегатов СЗ-20 (или 10 буксирно-моторных катеров БМК-70, или 16 мотор-вёсел МВ-72), а также вспомогательное имущество). Всё имущество парка делилось на шесть групп:
- группа понтона;
- группа верхнего строения;
- группа аппарели;
- группа козловой опоры;
- группа вспомогательных принадлежностей;
- группа моторных средств.

### Табель понтонного парка
Группа понтона:
- 33 носовых полупонтонов;
- 15 средних полупонтона.

Группа верхнего строения:
- 210 полупрогона;
- 450 щитов настилочных нормальных;
- 48 щитов лобовых;
- 36 досок связи;
- 108 брусов колесоотбойных длинных;
- 36 брусов колесоотбойных коротких.

Группа козловой опоры:
- 6 перекладин козловых;
- 12 ног козловых;
- 12 шпор козловых.
- 27 кронштейнов пристани (консольных балок Н2П)

Группа моторных средств:
- 3 буксирно-моторных катера;
- 3 полуглиссера.

Прочие принадлежности:
- 3 сапёрных дальномера;
- 3 гидроспидометра;
- 6 плавательных костюмов;
- 3 тали цепных 3-т.
- 48 кругов спасательных.

### Транспортировка парка
Транспортировка парка на оборудованных автомобилях ЗИС-5.
- 48 специальных автомобилей для перевозки понтонов;
- 34 специальных автомобилей для перевозки пролётных строений, аппарелей и опор;
- 3 катерных тягача;
- 3 полуглиссерных тягача;
- 1 цистерна с горючим.

Итого — 89 автомобилей.
Вместо специальных автомобилей парк Н2П можно перевозить на необорудованных автомобилях и тракторах с прицепами.

## Применение
Парк обеспечивал возможность наведения переправ трёх видов: мостовых, паромных и десантных. Из технических средств парка можно было построить мост грузоподъёмностью от 16 до 75 тонн. Основные тактико-технические характеристики парка представлены в таблице:
| Грузоподъёмность, т   | 16  | 30  | 60  | 75  |
| Максимальная длина, м | 186 | 131 | 77  | 65  |
| Время сборки, мин     | 60  | н/д | н/д | 180 |

При необходимости можно было собрать перевозные паромы грузоподъёмностью от 16 до 60 тонн. Например, нормальный понтон, составленный из двух полупонтонов, мог принять 50 человек с вооружением, а полуторный, собранный из трёх полупонтонов — 75 человек с вооружением.

### Нагрузки понтонов и нормы времени на их подготовку к переправе
Нормальный понтон:
- нагрузка:

— стрелковый взвод (50 бойцов) и расчёт понтонёров;

— орудие с передком до 2,5 т;

— танкетка.
- время сборки — 12 мин.

Полуторный понтон:
- нагрузка — 75 бойцов и расчёт понтонёров;
- время сборки — 15 мин.

Понтоны из Н2П в качестве десантного средства применяются лишь в отдельных случаях, на широких водных преградах. Время снаряжения понтонов Н2П показано с момента подхода понтонной машины к реке.

### Нагрузки паромов и нормы времени на их подготовку
Паром из 2 полуторных понтонов:
- нагрузка — гусеничные грузы до 16 т, колёсные грузы до 10 т на ось.
- расчёт понтонёров — 26 чел;
- время сборки — 30 мин.

Паром из 3 полуторных понтонов:
- нагрузка — гусеничные грузы до 30 т, колёсные грузы до 15 т на ось.
- расчёт понтонёров — 38 чел;
- время сборки — 35 мин.

Паром из 6 полуторных понтонов:
- нагрузка — гусеничные грузы до 60 т, колёсные грузы до 15 т на ось.
- расчёт понтонёров — 78 чел;
- время сборки — 55 мин.

### Мосты из парка
Нормальный мост шарнирно-консольной системы:
- нагрузка — гусеничные грузы до 16 т, колёсные до 10 т на ось;
- длина — 167 м;
- расчёт понтонёров — 297 чел.;
- время сборки — 60 мин.

Нормальный мост неразрезной системы:
- нагрузка — гусеничные грузы до 20 т, колёсные до 10 т на ось;
- длина — 167 м;
- расчёт понтонёров — 324 чел.;
- время сборки — 80 мин.

Усиленный мост шарнирно-консольной системы:
- нагрузка — гусеничные грузы до 30 т, колёсные до 15 т на ось;
- длина — 106 м;
- расчёт понтонёров — 286 чел.;
- время сборки — 110 мин.

Усиленный мост неразрезной системы:
- нагрузка — гусеничные грузы до 35 т, колёсные до 15 т на ось;
- длина — 108 м;
- расчёт понтонёров — 312 чел.;
- время сборки — 160 мин.

Усиленный мост неразрезной системы две ленты движения:
- нагрузка — гусеничные грузы до 40 т, колёсные до 15 т на ось;
- длина — 84 м;
- расчёт понтонёров — 325 чел.;
- время сборки — 150 мин.

Тяжёлый мост неразрезной системы в две ленты движения:
- нагрузка — гусеничные грузы до 60 т, колёсные до 15 т на ось;
- длина — 61 м;
- расчёт понтонёров — 288 чел.;
- время сборки — 180 мин.

Мост на жёстких опорах:
- нагрузка — гусеничные грузы до 16 т, колёсные до 10 т на ось;
- длина — 45 м;
- расчёт понтонёров — 81 чел.;
- время сборки — 90 мин.

Мост на жёстких опорах:
- нагрузка — гусеничные грузы до 24 т;
- длина — 26 м;
- расчёт понтонёров — 81 чел.;
- время сборки — 120 мин.

Примечание. Нормы наводки мостов из Н2П даны с учётом разгрузки имущества с машин и спуска полупонтонов на воду. Если полупонтон на воде, время уменьшается на 15—20 мин.